# Gösta Stoltz
Gösta Stoltz  est un joueur d'échecs suédois né le 9 mai 1904 à Stockholm et mort le 25 juillet 1963 à Stockholm. Champion de Suède de 1927 à 1929 et de 1951 à 1953, grand maître international en 1954, Stoltz représenta la Suède à neuf olympiades d'échecs (1927-1937 et 1952-1954). Il remporta  le tournoi de Munich 1941, finissant 1,5 point devant le champion du monde Alexandre Alekhine et devant Erik Lundin.

## Biographie et carrière
Stoltz était mécanicien automobile et occasionnellement joueur d'échecs professionnel. Il fut dans sa jeunesse un espoir des échecs, brillant dans le domaine des combinaisons tactiques. Cependant ses résultats furent affectés par des problèmes de boisson.
Stoltz remporta les championnats de Suède en 1927, 1928, 1951, 1952 et 1953.
En tournoi Stoltz finit deuxième ex æquo du tournoi de Stockholm 1930 (victoire de Kashdan) et quatrième du très fort tournoi de Bled en 1931 (remporté par Alekhine). Il remporta les tournois de Göteborg 1931 (ex æquo avec Flohr et Lundin, devant Stahlberg et Sämisch), Swinemünde 1932. Stoltz battit en match à Stockholm Isaac Kashdan en 1930, puis il perdit contre Rudolf Spielmann la même année (1930). Il remporta un match contre Salo Flohr en 1931 mais perdit le match revanche. Il fit match nul lors du match pour le championnat de Suède contre Gideon Stahlberg en 1931. En 1932, il perdit contre Spielmann et en 1934 contre Nimzowitsch.
Pendant la Seconde Guerre mondiale, Stoltz réalisa sa meilleure performance au tournoi européen de Munich 1941 (1,5 point d'avance sur Alekhine et Lundin ; +10 –1 =4).
Après la guerre, Stoltz finit deuxième ex æquo du tournoi de Prague 1946 (remporté par Miguel Najdorf, puis il remporta les tournois de Helsinki 1947 (championnat des pays nordiques, ex æquo avec Böök, il perdit le match de départage) et Stockholm 1948. 
Il obtint le titre de maître international en 1950 et celui de grand maître international en 1954.
En 1952, au tournoi interzonal de Saltsjöbaden, Stoltz remporta le prix de beauté pour sa victoire sur Herman Steiner.

## Olympiades d'échecs
Stoltz a participé aux olympiades de :
- 1927 à Londres,
- 1928 à La Haye,
- 1930 à Hambourg,
- 1931 à Prague où il remporta la médaille d'or individuelle au deuxième échiquier ;
- 1933 à Folkestone. Il jouait au deuxième échiquier, La Suède remporta la médaille de bronze par équipe ;
- 1935 à Varsovie. La Suède remporta la médaille d'argent et Stoltz la médaille de bronze individuelle au deuxième échiquier ;
- 1937 à Stockholm, Stoltz jouait au troisième échiquier.

Stoltz ne participa pas aux olympiades de 1939 et de 1950.
Après la Seconde Guerre mondiale, il joua au deuxième échiquier lors de l'Olympiade d'échecs de 1952 à Helsinki et disputa deux parties au troisième échiquier lors de l'Olympiade d'échecs de 1954 à Amsterdam.

## Contributions à la théorie des ouvertures
La variante Stoltz est une variante du Gambit Marshall : 1.e4 e5 ; 2. Cf3 Cc6 ; 3. Fb5 a6 ; 4. Fa4 Cf6 ; 5. O-O Fe7 ; 6. Te1 b5 ; 7. Fb3 O-O ; 8. c3 d5 ; 9. exd5 e4.
La variante Najdorf-Stoltz est une variante de la défense semi-slave : 1. d4 d5 ; 2. c4 c6 ; 3. Cf3 Cf6 ; 4. e3 e6 ; 5. Cc3 Cbd7 ; 6. Dc2 suivi de 6. ... Fe7 ; 7. b3 !